# Tsarevitch (cuirassé)
Pour les articles homonymes, voir Tsarevitch (homonymie).
Le Tsarevitch (en russe : Цесаревич) était un cuirassé construit en France par la Compagnie des Forges et Chantiers de la Méditerranée à La Seyne-sur-Mer pour la Marine impériale de Russie. Il devait son nom au titre réservé à l'aîné des fils du tsar et héritier du trône impérial de Russie. Il préfigura la classe Borodino.
Le Tsarevitch fut affecté au 1er escadron de la flotte du Pacifique. Il prit part à la guerre russo-japonaise de 1904-1905. Lors de la bataille de la mer Jaune, le 10 août 1904, le Tsarevitch fut le navire amiral de Wilhelm Withöft. Au cours de la Première Guerre mondiale, il prit part à de nombreuses opérations en mer Baltique. En décembre 1908, lors du terrible séisme de Messine (28 décembre 1908), il prêta assistance à la population.

## Historique
La construction et l'achat du Tsarevitch furent le résultat de la signature d'une convention militaire franco-russe en juillet 1892.

### Service dans la Marine impériale de Russie

#### Guerre russo-japonaise
En décembre 1903, le Tsarevitch fut affecté dans la flotte d'Extrême-Orient. Il fut l'un des trois navires torpillés lors de l'attaque surprise des Japonais à Port-Arthur le 8 février 1904. Réparé, avec d'autres navires russes, le cuirassé effectua plusieurs opérations en mer.

##### Bataille de la mer Jaune

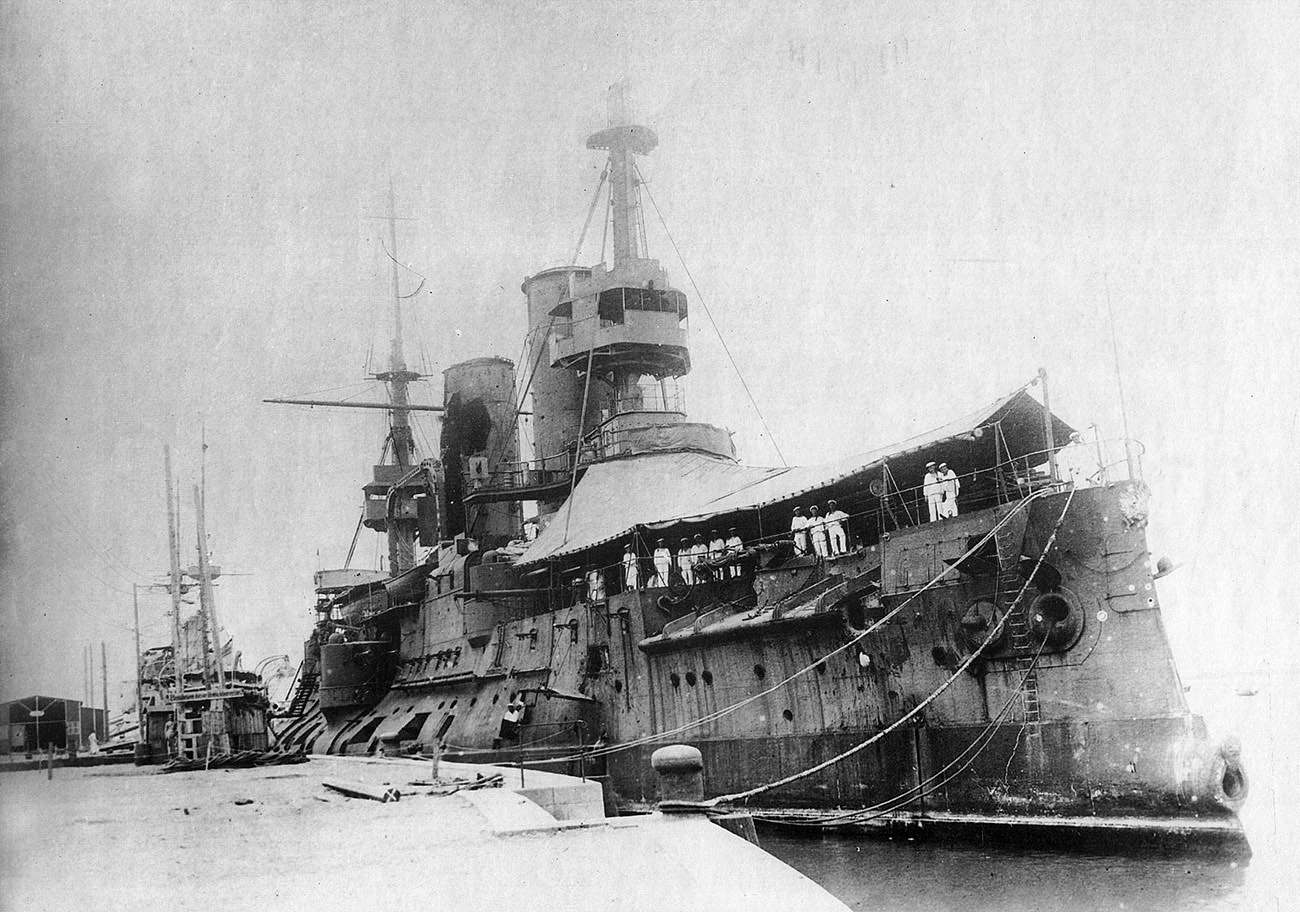
Le Tsarevitch à quai à Tsingtao après la bataille de la mer Jaune le 10 août 1904 — dommages visibles sur le cuirassé

Le matin du 10 août 1904, le 1er escadron du Pacifique quitta Port-Arthur afin de forcer le blocus et rallier Vladivostok. Le 1er escadron du Pacifique se composait des cuirassés Retvizan, Tsarevitch (navire amiral), Pobeda, Peresvet, Sebastopol et du Poltava, escortés de 4 croiseurs et 14 torpilleurs. La flotte japonaise commandée par l'amiral Togo se composait des cuirassés Mikasa, Fuji et Shikishima, des croiseurs blindés Nissin et Kasuga, de 8 croiseurs, 18 destroyers et 30 torpilleurs.
À 12 h, le corps principal des cuirassés japonais tenta de bloquer les navires russes au large de la péninsule du Shandong. À 13 h eurent lieu les premiers échanges de tirs, le combat naval dura une heure. Les bâtiments de guerre russes parvinrent à sortir du port. L'amiral Togo commença une longue poursuite, au sud-est, il parvint à dépasser la ligne de bataille russe. À 16 h 20, le combat repris, les échanges de tirs des deux parties varièrent de 9 000 à 10 000 mètres. Les deux flottes subirent des dommages. À 18 heures, à l'issue de la bataille, l'amiral Wilgelm Karlovitch Vigeft fut tué sur le pont du Tsarevitch par un obus ennemi. Douze minutes plus tard, de nouveaux projectiles s'abattirent sur le navire amiral, tuant le commandant de bord, endommageant le gouvernail et le pont du cuirassé. Gouvernail coincé, le Tsarevitch amorça un virage très serré. Les autres bâtiments de la flotte russe, ignorant le drame, suivirent le sillage du Tsarevitch, la flotte russe finit par se disperser et perdit la bataille. À la nuit tombante, le manque de munitions poussa l'amiral Togo à rompre le combat. Il se replia vers l'est. Avant son retrait, l'amiral japonais ordonna aux destroyers et aux torpilleurs d'attaquer la flotte russe, mais la plupart de ces attaques furent repoussées.
La plupart des bâtiments de guerre russes (5 cuirassés, un croiseur, 9 destroyers) put regagner Port-Arthur. Le Tsarevitch, très endommagé, et trois destroyers furent internés à Tsingtao jusqu'à la fin du conflit.
La particularité de cette bataille, cruciale dans le cours de cette guerre, est qu'aucun des navires impliqués n'y fut coulé.
Au terme du conflit russo-japonais, le Tsarevitch fut transféré dans un port de la Baltique afin de subir des réparations. En 1906, il fut affecté dans la flotte de la Baltique.
En décembre 1908, lors du terrible séisme de Messine (28 décembre 1908), il prêta assistance à la population.

#### Première Guerre mondiale

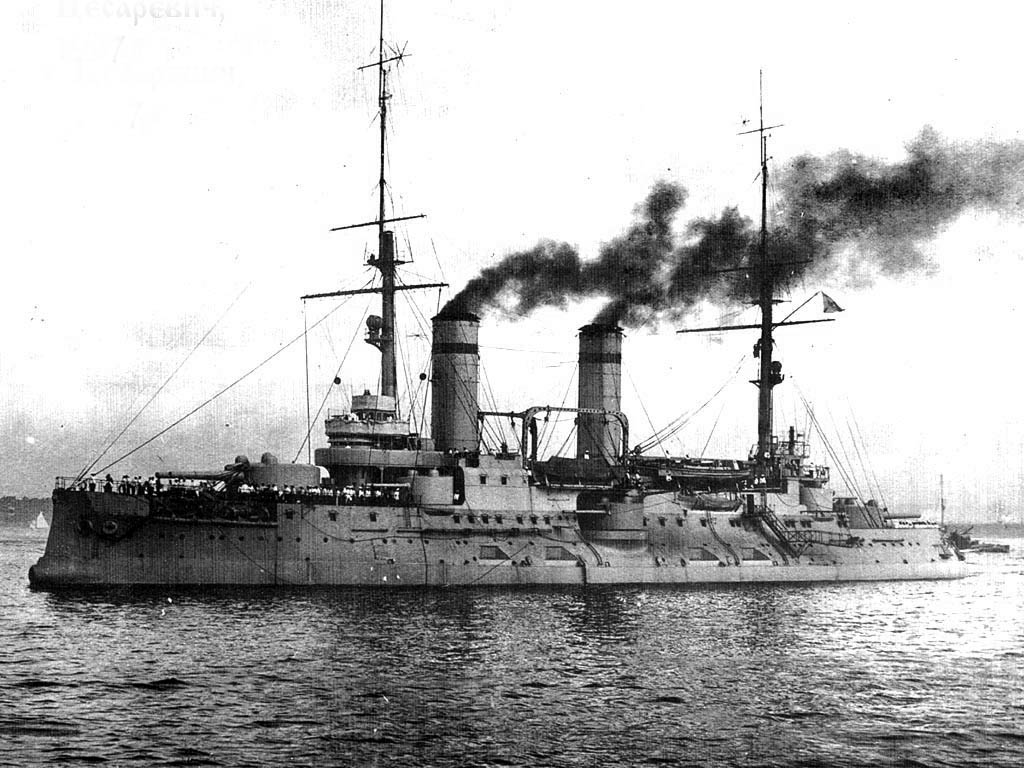
Le Tsarevitch en 1912-1914

Entre 1910 et 1911, le Tsarevitch fut mis en cale sèche au Chantier de la Baltique afin de procéder à diverses réparations.
Lors de la Première Guerre mondiale, le Tsarevitch prit part à de nombreuses opérations militaires en mer Baltique contre la flotte impériale allemande. En 1916, le cuirassé prit part à la défense de Riga.

### Service dans la Marine soviétique
Après la Révolution russe, le nouveau gouvernement renomma le Tsarevitch. Désormais, il porta le nom de Grajdanine (Гражданин, en français « Citoyen »). Sous ce nom, le 17 octobre 1917, il participa à la bataille du détroit de Muhu (opération Albion). Au cours de ce combat naval, le Grajdanine affronta le SMS König et le SMS Kronprinz. Le cuirassé, ayant subi de graves dommages, fut ancré dans le port d'Helsinki dans l'attente de réparations. Du 18 janvier au 20 janvier 1918, le bâtiment de guerre se rendit d'Helsinki à Kronstadt.
En mai 1918, le Grajdanine fut amarré dans le port de Kronstadt, où il resta jusqu'en 1924. Trop endommagé, il ne fut pas incorporé dans la nouvelle flotte soviétique. À la fin de la Guerre civile russe, il fut vendu à l'Allemagne et démantelé (1924-1925).

## Sources et bibliographie
- R.M. Melnykov : Cuirassés de type Borodino
- R.M. Melnykov «Cesarevitch» Partie 1. Battleship escadron 1899-1906
- V.M. Tomitch Les navires de guerre de la Marine Impériale de Russie (1968) Volume 1, Battleships, From Conway's All the World's Fighting Ships 1860 - 1905, 1979